# Ourasi
Ourasi (* 7. April 1980 in Saint-Étienne-l’Allier; † 12. Januar 2013 in Haras-de-Gruchy) war ein französisches Trabrennpferd, welches in der Zeit von 1982 bis 1990 in Frankreich sowie international zahlreiche Erfolge hatte. Dies brachte dem Hengst durch die Gazetten den Titel „Jahrhunderttraber“ ein.

## Geburt
Ourasi wurde am 7. April 1980 in dem kleinen Gestüt Saint-Georges in Saint-Étienne-l’Allier in Eure in der Normandie geboren. Sein Züchter Raoul Ostheimer beschloss, dem aus der Fleurasie stammenden Hengstfohlen in der Reihe seiner Namensvorgänger Leurasie, Meurasie und Neurasie den Namen Ourasi zu geben. Raoul Ostheimer setzte nur wenig Hoffnung in das Fohlen, welches ihm faul und ungeschickt erschien.

## Rennlaufbahn
In den Anfängen seiner Laufbahn konnte Ourasi nicht überzeugen. Er qualifizierte sich mühsam im Hippodrome d'Argentan mit seinem Besitzer Raoul Ostheimer im Sulky. Seinen ersten Start hatte der Hengst am 30. Januar 1982 im Prix de Polyanthas in Caen und endete unplatziert als 9. Pferd. Am 8. Dezember 1982 lief er bei seinem dritten Start zum ersten Mal im Hippodrome de Vincennes in Paris und erreichte einen 2. Platz. Nachdem Ourasi ein weiteres Mal unplatziert war, entschied Raoul Ostheimer zusammen mit seiner Frau, den Hengst bei der französischen Fahrerlegende Jean-René Gourgeon ins Training zu geben.
Gourgeon hatte sofort Erfolg und siegte am 27. Januar 1983 im Prix de la Ferte-Mace in Paris. Ourasis große Laufbahn hatte begonnen. Dennoch musste Jean-René Gourgeon feststellen, dass es sich bei Ourasi um ein Pferd mit eigenem Charakter handelte. Zuweilen wirkte er nachlässig und unaufmerksam. Einigen Berichten zufolge soll er während eines Rennens plötzlich seinen Vorwärtsdrang gebremst haben und forderte dann das ganze Können seines Fahrers. Diese Einstellung brachte ihm in Frankreich den Spitznamen „le roi fainéant“ („der faule König“) ein. In den folgenden Jahren wurde seine Leistung immer weiter gesteigert. Im Januar 1986 siegte Ourasi zum ersten Mal im Prix d’Amérique im Hippodrome de Vincennes. In Deutschland kam er im Elite-Rennen 1986 auf der Trabrennbahn Gelsenkirchen zu seinem ersten Auslandsstart. In dieser Zeit gelang Gourgeon mit Ourasi eine Erfolgsserie von 22 Siegen hintereinander. Neben Aby in Schweden startete Ourasi 1988 im Großen Preis von Hamburg auf der Trabrennbahn Hamburg-Bahrenfeld. Einen zweiten Platz belegte er im selben Jahr im March of Dimes Trot in Philadelphia in den USA. Ourasis Rennkarriere endete am 28. Januar 1990 mit einem weiteren Sieg im Prix d’Amerique. Ourasi war in seiner Laufbahn fünf Mal im Prix d’Amerique an den Start gegangen und ist bis heute das einzige Pferd, welches dieses Rennen vier Mal gewinnen konnte.

## Zuchtlaufbahn
Nach Beendigung seiner Rennlaufbahn begann Ourasis Karriere als Deckhengst. Der Sprung kostete 1990 die damalige Rekordsumme von 90.000 französischen Francs (ca. 26.500 DM Stand Januar 1990). Im ersten Jahr wurden 130 Stuten gedeckt, aus denen nur acht Fohlen hervorgingen. Diese gravierenden Fruchtbarkeitsprobleme beendeten Ourasis Karriere als Deckhengst sehr zügig. Insgesamt entstammten Ourasi nur 38 Nachkommen, von denen keiner eine nennenswerte Rennlaufbahn hatte.
Nachdem sich Ourasis Gesundheitszustand deutlich verschlechterte und er vier Tage keine Nahrung mehr zu sich genommen hatte, wurde er am 20. Januar 2013 an seinem Alterswohnsitz in Haras-de-Gruchy in der Normandie eingeschläfert. Er erreichte das stolze Pferdealter von 32 Jahren.

## Erfolge
Über die letztliche Gewinnsumme gibt es abweichende Angaben. Le Trot gibt umgerechnet 3.320.781 € an. Im Jahr 2006 wurde Ourasi von der französischen Zeitung L’Équipe zum besten französischen Traber aller Zeiten gewählt. Die Geschichte Ourasis wurde in einem Dokumentarfilm mit dem Titel „Ourasi – le roi fainéant“ verewigt. Am 22. Juni 2014 wurde eine von Bildhauer Arnaut Kasper geschaffene Statue des Pferdes im Hippodrome de Vincennes enthüllt.

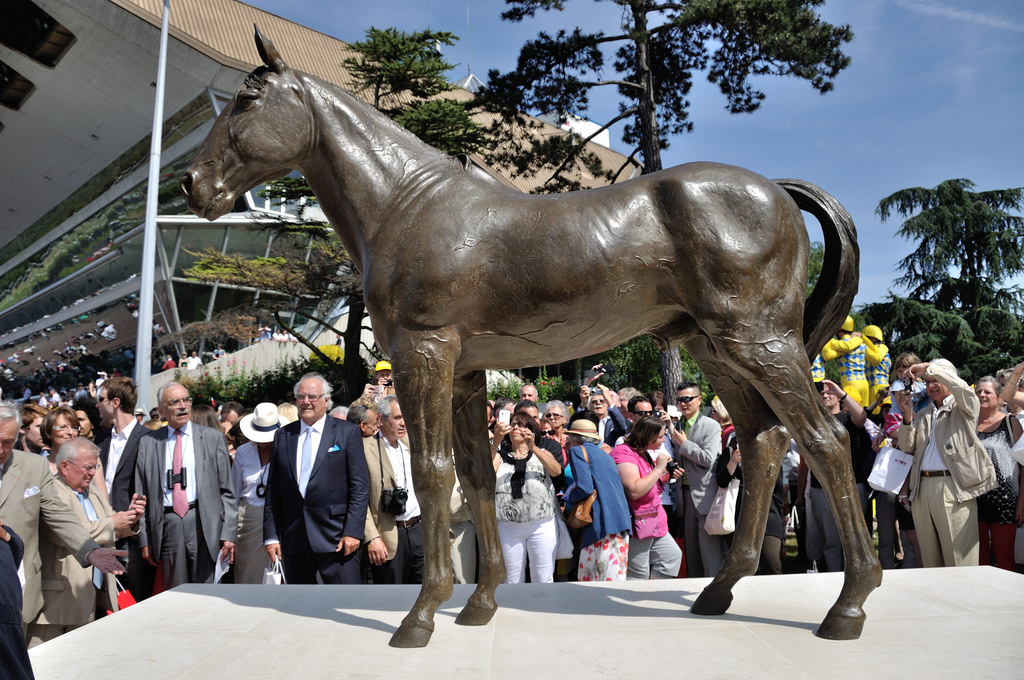
Ourasi-Statue

### Europa
- Grand Circuit européen (1986, 1988)

### Frankreich

#### Gruppe I Rennen
- - Prix d'Amérique (1986, 1987, 1988, 1990)
  - Prix de France (1986, 1987, 1988)
  - Prix de Paris (1989)
  - Prix René Ballière (1986, 1988)
  - Prix de l'Atlantique (1986, 1987, 1988, 1989)
  - Grand Critérium de vitesse de la Côte d’Azur (1986, 1987, 1988,      1989)
  - Critérium des Jeunes (1983)
  - Critérium des 5 ans (1985)
  - Prix de l'Étoile (1985)
  - Prix de Sélection (1986)
  - 2. Platz Prix Capucine (1983)
  - 2. Platz Critérium des 3 ans (1983)
  - 2. Platz Prix René Ballière (1987)
  - 3. Platz Prix de Sélection (1985)
  - 3. Platz Prix d'Amérique (1989)

#### Gruppe II Rennen
- - Prix de Bretagne (1986)
  - Prix du Bourbonnais (1985, 1986, 1988)
  - Prix de Bourgogne (1987, 1988, 1989)
  - Prix de Belgique (1986, 1987, 1988, 1989)
  - Prix d'Europe (1985, 1986, 1988)
  - Prix de la Société      d'encouragement (1986, 1987)
  - Grand Prix du Sud-Ouest (1987)
  - Prix des Ducs de Normandie (1987)
  - Prix de La Haye (1986, 1988)
  - Prix de Washington (1988)
  - Grand Prix de la Fédération du      Nord (1988)
  - Prix Kalmia (1983)
  - Prix Henri Cravoisier (1983)
  - Prix Charles Tiercelin (1983)
  - Prix Jules Thibault (1984)
  - Prix de Croix (1985)
  - Prix Robert Auvray (1985)
  - Prix Roederer (1985)
  - Prix Henri Levesque (1985)
  - Prix Jockey (1985)
  - 2. Platz Prix de Bretagne (1985)
  - 2. Platz Prix Paul Karle (1983)
  - 2. Platz Prix Abel Bassigny (1983)
  - 2. Platz Prix Ariste-Hémard (1983)
  - 2. Platz Prix de Milan (1984)
  - 2. Platz Prix Marcel Laurent (1985)
  - 2. Platz Prix des Ducs de Normandie (1988)
  - 2. Platz Prix du Bourbonnais (1989)
  - 3. Platz Prix de Tonnac-Villeneuve (1984)

### Deutschland
- Elite-Rennen (1986)
- Grosser Preis von Bild Hamburg (1988)

### Norwegen
- Oslo Grand Prix (1989)

### Schweden
- Åby Stora Pris (1988)

### USA
- 2. Platz March of Dimes (1988)

## Nachweise
1. ↑  Tom Sexauer: Traben'86. Hrsg.: HEAT-Redaktion. GR-Turfsprt-Service GmbH, Gelsenkirchen 1986, S. 1 ff.
2. ↑  Ourasi:résultats, palmarès et actualité. Le Trot, abgerufen am 2. März 2022 (französisch).
3. ↑  Traber-König Ourasi eingeschläfert. In: Turf-Times. 17. Januar 2013, abgerufen am 2. März 2022 (deutsch).